# Vasko Popa

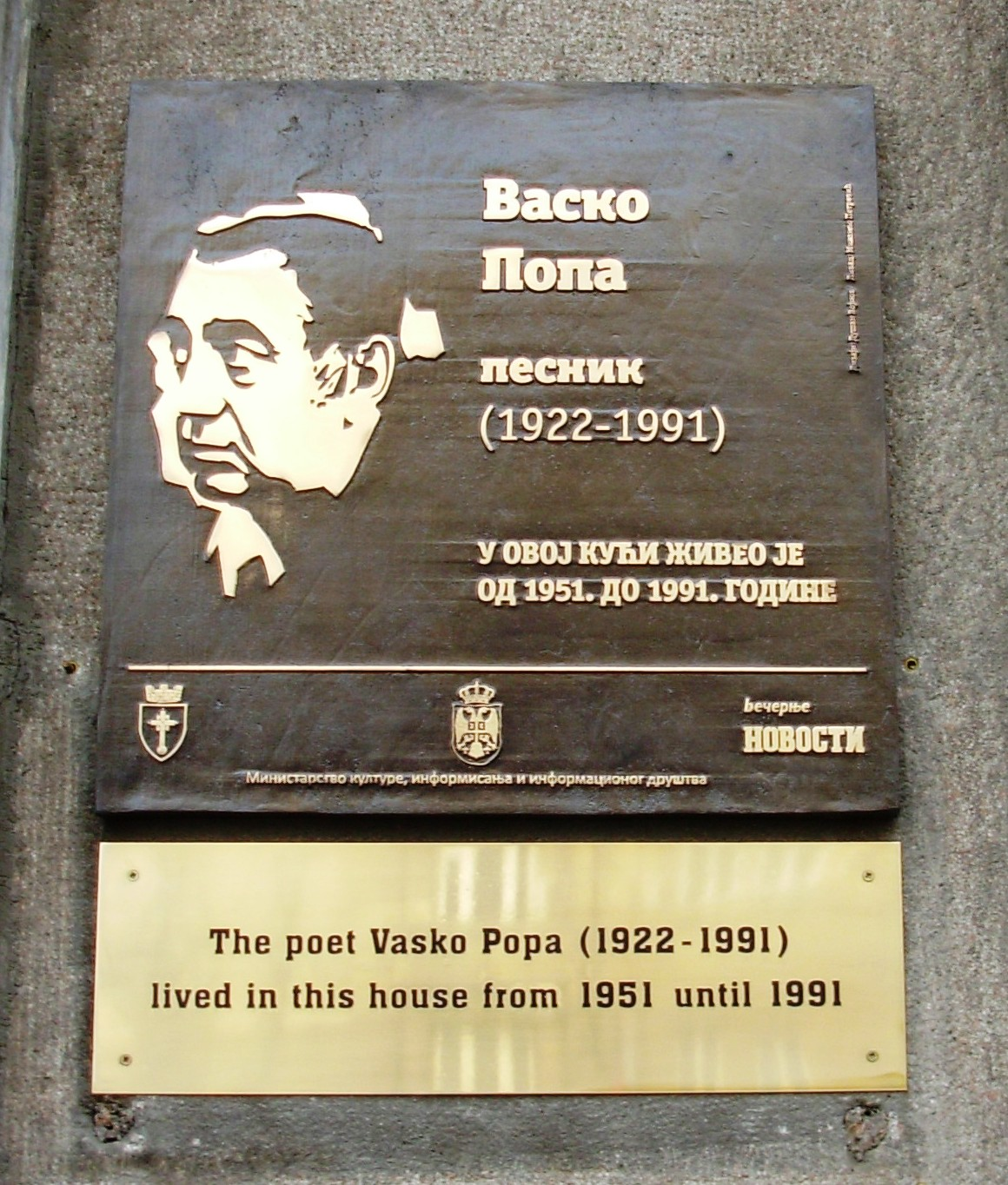
Vasko Popa

Vasile "Vasko" Popa (în sârbă Васко Попа, n. 29 iunie 1922, Grebenac, Regatul Sârbilor, Croaților și Slovenilor – d. 5 ianuarie 1991, Belgrad, Republica Socialistă Serbia, RSF Iugoslavia) a fost un poet iugoslav de origine română din Banatul sârbesc.

## Operă
- Kora, 1953
- Nepocin polje,1965
- Sporedno nebo, 1968
- Uspravna zemlja 1972
- Vucja so, 1975
- Kuca nasred druma, 1975
- Zivo meso, 1975
- Rez, 1981

## Traduceri din opera sa
1. Collected Poems, Anvil Press Poetry, 1998
2. Homage to the Lame Wolf: Selected Poems, trans. Charles Simic (Oberlin College Press, 1987), ISBN 0-932440-22-3
3. Earth Erect, Anvil P Poetry, 1973
4. Golden Apple, Anvil P Poetry, 1980

### Traduceri în limba română
- Versuri, traducere și prefață de N. Stănescu, București, 1966.